# Marcus Garvey (album)
Marcus Garvey – trzeci album studyjny Burning Speara, jamajskiego wykonawcy muzyki reggae.
Płyta została wydana w roku 1975 przez brytyjską wytwórnię Island Records, a także nakładem jej oddziałów Fox Records i Mango Records. Nagrania zarejestrował w Studiu 17 w Kingston Lawrence „Jack Ruby” Lindo, który zajął się również produkcją krążka. Spearowi akompaniowali muzycy sesyjni z grupy The Black Disciples, zaś chórki zaśpiewali tworzący wówczas ze Spearem trio wokalne Rupert Willington oraz Delroy Hinds.
Album doczekał się wielu reedycji, z których najbardziej znana jest kompilacja Marcus Garvey / Garvey's Ghost, wydana już na płycie CD przez Island w roku 1987 z okazji 100. rocznicy urodzin Marcusa Garveya. Oprócz piosenek z pierwszego krążka znalazły się na niej także zdubowane wersje utworów, oryginalnie wydane w roku 1976 pod tytułem Garvey's Ghost. W roku 2010 składanka ta została wznowiona przez amerykańską wytwórnię Hip-O Records.

## Lista utworów

### Strona A
| 1. | „Marcus Garvey” | 3:27  |
|    |                 |       |
| 2. | „Slavery Days”  | 3:34  |
|    |                 |       |
| 3. | „The Invasion”  | 3:22  |
|    |                 |       |
| 4. | „Live Good”     | 3:14  |
|    |                 |       |
| 5. | „Give Me”       | 3:11  |
|    |                 |       |
|    |                 | 16:48 |
|    |                 |       |

### Strona B
| 1. | „Old Marcus Garvey” | 4:03  |
|    |                     |       |
| 2. | „Tradition”         | 3:30  |
|    |                     |       |
| 3. | „Jordan River”      | 3:00  |
|    |                     |       |
| 4. | „Red, Gold & Green” | 3:14  |
|    |                     |       |
| 5. | „Resting Place”     | 3:10  |
|    |                     |       |
|    |                     | 16:57 |
|    |                     |       |

## Muzycy
- Earl „Chinna” Smith – gitara
- Valentine „Tony” Chin – gitara rytmiczna
- Aston „Family Man” Barrett – gitara basowa
- Robbie Shakespeare – gitara basowa
- Leroy "Horsemouth” Wallace – perkusja
- Bernard „Touter” Harvey – fortepian, organy, klawinet
- Tyrone Downie – fortepian, organy
- Herman Marquis – saksofon altowy
- Richard „Dirty Harry” Hall – saksofon tenorowy
- Vin „Don Drummond Jr” Gordon – puzon
- Carlton „Sam” Samuels – flet
- Bobby Ellis – trąbka